# 대한민국 민사소송법 제24조
대한민국 민사소송법 제24조는 지식재산권 등에 관한 특별재판적에 대한 민사소송법조문이다.

## 조문
제24조(지식재산권 등에 관한 특별재판적) 지식재산권과 국제거래에 관한 소를 제기하는 경우에는 제2조 내지 제23조의 규정에 따른 관할법원 소재지를 관할하는 고등법원이 있는 곳의 지방법원에 제기할 수 있다.  <개정 2011.5.19.>

## 참조조문
제31조(전속관할에 따른 제외) 전속관할(專屬管轄)이 정하여진 소에는 제2조, 제7조 내지 제25조, 제29조 및 제30조의 규정을 적용하지 아니한다.